# Gara Progresul (stație de metrou)
Gara Progresul este o stație planificată de metrou din București. Se va afla în Sectorul 4, la Gara Progresul.